# La psicología del yoga kundalini
La psicología del yoga kundalini. Notas del seminario impartido en 1932 por C. G. Jung incluye cuatro conferencias presentadas por el psiquiatra y psicólogo suizo Carl Gustav Jung en el Club Psicológico de Zúrich. Forman parte de su Obra completa, sección B. Seminarios.

## Contenido
Del 3 al 8 de octubre de 1932, el indólogo Wilhelm Hauer presentó seis conferencias simultáneamente en inglés y alemán en el Club Psicológico de Zúrich, tituladas Der Yoga, im besondern die Bedeutung des Cakras y Yoga, especially the meaning of the cakras (Yoga, especialmente el significado de los chakras). A raíz de estas, Jung dedicó cuatro conferencias a una interpretación psicológica del Kundalini yoga.
Las conferencias de Hauer en inglés, las conferencias de Jung en inglés del 12, 19 y 26 de octubre y la conferencia de Jung en alemán del 2 de noviembre (la cual fue traducida por Cary F. Baynes) fueron compiladas por Mary Foote de notas estenográficas tomadas por su secretaria, Emily Köppel, y publicadas privadamente en forma mimeografiada bajo el título The Kundalini Yoga: Notes on the Lecture Given by Prof. Dr. J. W. Hauer with Psychological Commentary by Dr. C. G.Jung (Zúrich, 1933). En su prefacio editorial Foote señaló que el texto había sido corregido tanto por Hauer como por Jung.
Una edición alemana editada por Linda Fierz-David y Toni Wolff titulada Bericht über das Lecture von Prof. Dr. J. W. Hauer. 3-8 de octubre (Zúrich, 1933), y que llevaba el título de Yoga Tantra en el lomo, difería en contenido de la edición inglesa. Como añadido a una traducción alemana de las conferencias en inglés de Jung, contenía el texto de las conferencias en alemán de Hauer, un informe de la conferencia de Toni Wolff Tantrische Symbolik bei Goethe (Simbolismo tántrico en Goethe) impartida en el Club el 19 de marzo de 1932 y un informe de la conferencia de Jung Wesdiche Parallelen zu den Tantrischen Symbolen (Paralelismos occidentales de los símbolos tántricos) del 7 de octubre de 1932.
Las conferencias de Jung se publicaron en forma abreviada y sin anotaciones en Spring: Journal of Archetypal Psychology and Jungian Thought (1975 y 1976).

### Edición íntegra en inglés de 1996
La edición íntegra en inglés de 1996 se basa en el texto de la primera edición de Mary Foote de 1933. Las conferencias de Hauer no han sido reproducidas, con la excepción de su última conferencia en inglés, a la que Jung asistió y que conforma el nexo de unión para sus propias conferencias. Esta conferencia en particular demuestra la relación entre los enfoques de Hauer y Jung.
Además, los comentarios de Jung en las conferencias en alemán de Hauer en la edición de Fierz y Wolff y el resumen de su conferencia de 1930 Paralelismos indios contenida en la edición de Olga von Koenig-Fachsenfeld, Bericht über das Deutsche Seminar von C. G.Jung, 6-1 1. Oktober 1930 in Kusnacht-Zurich (Stuttgart, 1931) han sido nuevamente traducidos por Katherina Rowold y Michael Münchow respectivamente e incluido, junto a la traducción del Shat-chakra-nirupana por Sir John 
Woodroffe, el texto tántrico que fue objeto de los comentarios de Hauer y Jung. Este se ha reproducido de la decimoquinta edición de The Serpent Power de Woodroffe (Madras, 1992), del que también se han reproducido las ilustraciones de los chakras.

## Índice
Tabla de contenidos:
- Lista de ilustraciones
- Prólogo
- Agradecimientos
- Miembros del seminario
- Lista de abreviaturas
- Introducción: El viaje al este de Jung, por Sonu Shamdasani
- Conferencia 1: 12 de octubre de 1932
- Conferencia 2: 19 de octubre de 1932
- Conferencia 3: 26 de octubre de 1932
- Conferencia 4: 2 de noviembre de 1932
- Apéndice 1: Paralelismos indios, 11 de octubre de 1930
- Apéndice 2: Comentarios de Jung en las conferencias en alemán de Hauer, 5-8 de octubre de 1932
- Apéndice 3: Conferencia en inglés de Hauer, 8 de octubre de 1932
- Apéndice 4: Sat-cakra-nirupana

## Edición en castellano
- Jung, Carl Gustav (2015 [1ª edición, 4ª reimpresión]). La psicología del yoga kundalini. Colección Estructuras y procesos. Psicología cognitiva. Edición de Sonu Shamdasani, traducción Manuel Abella Martínez, rústica, 192 páginas. Madrid: Editorial Trotta. ISBN 978-84-9879-588-2.